# Immigratie en criminaliteit
Immigratie en criminaliteit onderzoekt of er een verband bestaat tussen criminele activiteiten en het fenomeen immigratie. Onderzoek wijst uit dat mensen de impact van immigratie op criminaliteit overschatten, deels vanwege sensationele berichtgeving in de media of verhalen die door politici worden verspreid. Deze angst voor criminaliteit kan leiden tot een toename van haatmisdrijven tegen immigranten en tot strengere immigratiemaatregelen, zoals het scheiden van gezinnen. Uit de meeste onderzoeken blijkt dat immigratie in de meeste landen geen of slechts een erg minimale impact heeft op de criminaliteit. Volgens migratiewetenschapper Hein de Haas neemt gewelddadige criminaliteit af in bijna de hele westerse wereld en laten onderzoeken zelfs zien dat migranten gemiddeld gezien juist minder crimineel zijn. Dat komt doordat eerstegeneratiemigranten vaak mensen zijn die een nieuwe toekomst willen opbouwen.
Er is weinig bewijs dat migratie onvoorwaardelijk leidt tot meer terroristische activiteiten, vooral in westerse landen, en de effectiviteit van het stoppen van migratie bij het voorkomen van terrorisme is nogal beperkt. Sommige wetenschappers betogen dat gegevens over criminaliteitscijfers onder immigranten vaak worden opgeblazen omdat ze gevangenisstraffen voor migratiedelicten omvatten of als gevolg van discriminatie op basis van ras of etniciteit door de politie en het rechtssysteem, wat kan resulteren in hogere veroordelingspercentages voor immigranten in verhouding tot het werkelijke aantal gepleegde misdaden.

## Internationaal
De meeste onderzoeken tonen geen enkel causaal effect van immigratie op de totale criminaliteitscijfers aan. Er zijn een aantal factoren die van invloed kunnen zijn op de betrouwbaarheid van gegevens over het aantal verdachten, criminaliteitscijfers, veroordelingscijfers en gevangenispopulaties, zodat conclusies kunnen worden getrokken over de algehele betrokkenheid van immigranten bij criminele activiteiten:
- Politiepraktijken, zoals etnisch profileren, overmatige politiebewaking in gebieden waar immigranten wonen, of voorkeur voor personen uit de eigen groep, kunnen leiden tot onevenredig hoge aantallen immigranten onder misdaadverdachten.[5][16][17][18][19][20][21]

- Mogelijke discriminatie door het rechtssysteem kan leiden tot een hoger aantal veroordelingen.[5][17][22][23][24][25][26][27][28]

- Ongunstige beslissingen over borgtocht en veroordelingen door factoren zoals de grotere vluchtkans van buitenlanders, gebrek aan vaste woonplaats of regelmatige werkgelegenheid en familie die hen kan opvangen, kunnen de hogere gevangenisstraffen van immigranten verklaren in vergelijking met hun veroordelingspercentage ten opzichte van de autochtone bevolking.[29] Volgens een onderzoek “is er weinig bewijs voor de theorie dat de buitenlandse gevangenispopulatie blijft groeien omdat buitenlanders vaker misdaden plegen dan Britse burgers of vaker ernstige misdaden plegen”.[29][30] In het rapport van 2013 wordt opgemerkt dat in 2010 “immigranten bijna 23 procent van de strafrechtelijke aanklachten voor hun rekening namen, hoewel ze slechts 6-7 procent van de inwonende bevolking uitmaakten”.[30]

- Niet-immigranten melden mogelijk eerder misdaden wanneer zij denken dat de dader een immigrantenachtergrond heeft.[31]

- Opsluitingen voor migratiegerelateerde overtredingen, die vaker voorkomen onder immigranten zonder verblijfsvergunning, zouden kunnen bijdragen aan de disproportionele aanwezigheid van immigranten in gevangenissen.[17]

- Buitenlanders die gevangen zitten voor drugsdelicten wonen mogelijk niet in het land waar zij hun straf uitzitten, maar zijn gearresteerd terwijl zij op doorreis waren.[32]
- Misdaden gepleegd door kortetermijnmigranten, zoals toeristen, uitwisselingsstudenten en tijdelijke arbeiders, worden in sommige gevallen gerekend als misdaden door immigranten of buitenlanders, wat de indruk wekt dat een groter deel van de migrantenpopulatie misdaden pleegt (omdat deze kortetermijnmigranten niet worden meegeteld in de buitenlandse bevolking).[33]
- Sommige immigranten vestigen zich mogelijk onevenredig vaak in achtergestelde gebieden waar de misdaad hoger is (omdat zij zich geen duurdere gebieden kunnen veroorloven), of omdat zij zich vestigen in gebieden waar een grote populatie woont met dezelfde etnische achtergrond.[34][35] Uit sommige onderzoeken blijkt dat de toewijzing van vluchtelingen aan buurten met een hoge criminaliteit de individuele neiging tot crimineel gedrag later in het leven kan verhogen door sociale interactie met criminelen.[36]
- Het verlenen van een legale status aan ongedocumenteerde immigranten kan de criminaliteitscijfers onder die populatie verminderen, door factoren zoals betere kansen op de arbeidsmarkt voor legale immigranten.[37][38][39] De auteurs concludeerden dat “legale status ... de helft tot twee derde van de waargenomen verschillen in criminaliteit tussen legale en illegale immigranten verklaart”.[39][40][41][42][43][44] Sommige onderzoekers suggereerden dat de relatie tussen criminaliteit en de legale status van immigranten onvoldoende bestudeerd is.[45][46]
- Demografische kenmerken zoals jong, mannelijk en laagopgeleid kunnen de kans op gevangenschap onder immigranten vergroten.[32]
- Immigranten zouden een vervanging kunnen worden voor autochtonen in criminele markten (zoals de drugsmarkt), wat zou resulteren in geen verandering in de totale hoeveelheid criminaliteit.[37]
- "Irreguliere vreemdelingen (dat wil zeggen, degenen die niet officieel zijn geregistreerd via het juiste proces in dat land) worden meegeteld in het aandeel van immigranten in de gevangenispopulatie, maar niet in het aandeel van immigranten in de bevolking."[37]

### Terrorisme
Volgens een studie uit 2020 was de relatie tussen immigratie en terrorisme niet eenduidig. Uit een onderzoek uit 2016 blijkt dat migranten uit landen met veel terrorisme, het risico op terrorisme in het gastland vergroten. Echter wanneer immigratie niet noodzakelijkerwijs verband houdt met terrorisme in de landen van herkomst, wordt immigratie in verband gebracht met een lager niveau van terrorisme in het gastland. De auteurs merken op dat ‘slechts een minderheid van de migranten uit staten met een hoog terrorismegehalte in verband kan worden gebracht met een toename van het terrorisme, en niet noodzakelijkerwijs op een directe manier.’
In 2018 schreef Nora V. Demleitner, hoogleraar rechten aan de Washington and Lee University, dat er ‘gemengd bewijs’ is voor een verband tussen immigratie en terrorisme. Uit een artikel van een groep Duitse politicologen en economen, dat de periode 1980-2010 bestrijkt, blijkt dat buitenlanders gemiddeld niet meer kans lopen om terrorist te worden dan autochtonen. Uit het onderzoek bleek ook dat er weinig bewijs is dat terrorisme systematisch wordt geïmporteerd uit overwegend islamitische landen, met uitzondering van Algerije en Iran.  Hoogopgeleide migranten worden geassocieerd met een lager risico op terreur dan laagopgeleide migranten. Er is geen significant verschil tussen mannelijke en vrouwelijke migranten. Uit het onderzoek bleek dat er sprake was van een risico-afweging: strengere immigratiewetten zouden de instroom van migranten kunnen verminderen en daarmee ook het potentiële aantal toekomstige terroristische aanslagen, maar een verminderde acceptatie van migranten door het gastland vergroot het terreurrisico van degenen die zich al in het land bevinden. Onderzoek dat zich richt op de veiligheidsimpact van de Europese migrantencrisis heeft weinig tot geen verband gevonden tussen toenemende migratiestromen en terroristische daden.
Volgens Olivier Roy, die in 2017  het terrorisme in Frankrijk in de afgelopen twee decennia analyseerde, is de typische jihadist een immigrant van de tweede generatie of een bekeerling die na een periode van kleine criminaliteit in de gevangenis is geradicaliseerd. Daniel Byman, terrorisme-expert aan de Georgetown University, is het met Olivier Roy eens dat de repressie van minderheidsgroepen, zoals moslims, het voor terroristische organisaties makkelijker maakt om uit die minderheidsgroepen te rekruteren.

## Europa
De meeste onderzoeken tonen geen enkel causaal effect van immigratie op de totale criminaliteitscijfers aan. Uit een onderzoek uit 2015 bleek dat de toename van de immigratiestromen naar West-Europese landen die in de jaren 2000 plaatsvond, "geen invloed had op slachtoffer zijn van criminaliteit, maar wel verband hield met een toename van de angst voor criminaliteit, waarbij de angst voor criminaliteit consistent en positief gecorreleerd is met de ongunstige houding van de autochtone bevolking ten opzichte van immigranten." In een onderzoek naar de bestaande economische literatuur over immigratie en criminaliteit beschrijft een econoom de bestaande literatuur in 2014 als een bewijs dat "de resultaten voor Europa gemengd zijn voor eigendomscriminaliteit, maar dat er geen verband is gevonden voor geweldscriminaliteit".
Uit een onderzoek uit 2016 in België bleek dat het leven in een etnisch diverse gemeenschap leidde tot een grotere angst voor criminaliteit, los van het werkelijke criminaliteitscijfer. Uit een onderzoek uit 2015 bleek dat de toename van de immigratiestromen naar West-Europese landen in de jaren 2000 "geen invloed had op het aantal slachtoffers van criminaliteit, maar wel verband hield met een toename van de angst voor criminaliteit, waarbij de angst voor criminaliteit consistent en positief gecorreleerd is met de ongunstige houding van de autochtone bevolking ten opzichte van immigranten." Amerikanen overschatten de relatie tussen vluchtelingen en terrorisme dramatisch. Uit een onderzoek uit 2018 is gebleken dat de berichtgeving in de media over immigranten in de Verenigde Staten de neiging heeft om de nadruk te leggen op illegaliteit en/of crimineel gedrag, op een manier die niet strookt met de werkelijke demografie van immigranten. Uit een onderzoek naar de berichtgeving over vluchtelingen in de Britse krant The Guardian en The Times van 2015 tot 2018 bleek dat moslimvluchtelingen in de media werden afgeschilderd als een bedreiging voor de economie of de veiligheid, en dat de verschillen tussen deze vluchtelingen en de oorspronkelijke bevolking werden overdreven.

## Perceptie en zijn gevolgen
Onderzoek suggereert dat mensen de relatie tussen immigratie en criminaliteit overschatten. Twee onderzoeken uit 2023, één uit Zwitserland en één uit Chili, hebben gedocumenteerd hoe een toename van de immigratie leidt tot een toename van de angst voor criminaliteit door immigranten, zonder dat er een overeenkomstige toename van de criminaliteit plaatsvindt. De auteurs van beide onderzoeken suggereren dat de concurrentie in de media heeft geleid tot een te grote nadruk op verhalen en percepties over criminaliteit door immigranten.
Uit een onderzoek in de VS in januari 2024 bleek dat 57% van de Amerikanen gelooft dat migranten tot meer criminaliteit leiden, wat sommige deskundigen toeschrijven aan anekdotische mediaberichten die geen context bevatten. Graham Ousey gelooft dat deze perceptie voortkomt uit brandhaarden die politici gebruiken om de mythe te versterken dat immigranten meer criminaliteit veroorzaken. Volgens de Associated Press is Donald Trump de meest prominente promotor van de valse link tussen immigratie en criminaliteit. Guadalupe Correa-Cabrera betoogt dat het een hoeksteen is van het MAGA-platform.
The Economist meldde in 2018 dat sommige rechtse partijen beweren dat er een verband bestaat tussen immigratie en criminaliteit, ook al zijn de kwesties grotendeels los van elkaar te zien.

### Politieke gevolgen
Uit onderzoek blijkt dat de perceptie dat er een positief causaal verband bestaat tussen immigratie en criminaliteit leidt tot een grotere steun voor anti-immigratiebeleid of -partijen. Onderzoek suggereert ook dat een vicieuze cirkel van onverdraagzaamheid en vervreemding van immigranten de criminaliteit en onverdraagzaamheid onder immigranten kan verergeren. Zo stellen Claire Adida, politicoloog aan de UC San Diego, David Laitin, politicoloog aan de Stanford University en Marie-Anne Valfort, econoom aan de Sorbonne Université:

Angstbeleid dat zich richt op groepen mensen op basis van hun religie of regio van herkomst is contraproductief. Uit ons eigen onderzoek, dat de mislukte integratie van moslimimmigranten in Frankrijk verklaart, blijkt dat dergelijk beleid kan leiden tot een vicieuze cirkel die schadelijk is voor de nationale veiligheid. De Franse islamofobie is een reactie op culturele verschillen en heeft moslimimmigranten ertoe aangezet zich terug te trekken uit de Franse samenleving. Dit voedt vervolgens de Franse islamofobie, wat de vervreemding van moslims verder verergert, enzovoort. Het falen van de Franse veiligheid in 2015 was waarschijnlijk te wijten aan politietactieken die de kinderen van immigranten eerder intimideerden dan verwelkomden – een aanpak die het moeilijk maakt om cruciale informatie van gemeenschapsleden te verkrijgen over potentiële bedreigingen.

Uit een onderzoek naar de langetermijneffecten van de terroristische aanslagen van 11 september bleek dat de toename van haatmisdrijven tegen moslims na 11 september de assimilatie van moslimimmigranten verminderde. Na correctie voor relevante factoren ontdekten de auteurs dat "moslimimmigranten die in staten wonen met de sterkste toename van haatmisdrijven ook het volgende vertonen: een grotere kans om binnen hun eigen etnische groep te trouwen; een hogere vruchtbaarheid; een lagere participatie van vrouwen op de arbeidsmarkt; en een lagere beheersing van het Engels." Haatmisdrijven en het scheiden van gezinnen zijn ook gevolgen van de retoriek die criminaliteit koppelt aan migratie uit Mexico.